# Mark Brink
Mark Brink Christensen (Esbjerg, 15 marzo 1998) è un calciatore danese, centrocampista del Nordsjælland.

## Caratteristiche tecniche
È un centrocampista difensivo.

## Carriera

### Club
Cresciuto nel settore giovanile dell'Esbjerg, ha esordito in prima squadra il 4 aprile 2016 disputando l'incontro di Superligaen vinto 1-0 contro il Viborg.

### Nazionale
Ha giocato numerose partite con le varie nazionali giovanili danesi.

## Palmarès

### Club

#### Competizioni nazionali
- Coppa di Danimarca: 1

Silkeborg: 2023-2024